# Canillas de Esgueva
Canillas de Esgueva település Spanyolországban, Valladolid tartományban. Canillas de Esgueva Fombellida, Hérmedes de Cerrato, Castrillo de Don Juan, Encinas de Esgueva és Piñel de Arriba községekkel határos. Lakosainak száma 73 fő (2024).

## Népesség
A település népessége az utóbbi években az alábbiak szerint változott:
| Lakosok száma | 131  | 113  | 103  | 97   | 91   | 84   | 75   | 75   | 69   | 73   |
|               | 2001 | 2004 | 2007 | 2009 | 2012 | 2014 | 2017 | 2019 | 2022 | 2024 |